# Tolonen Plays Coltrane
Tolonen Plays Coltrane är ett musikalbum av Cool Train, utgivet 2004 av Prophone Records. Bandet är skapat av den finska gitarristen Jukka Tolonen och albumet är en hyllning till saxofonisten John Coltrane.

## Låtlista
Alla låtar är skrivna av John Coltrane om inget annat anges.
1. "Giant Steps" – 5:42
2. "Lonnie's Lament" – 8:45
3. "Impressions" – 6:07
4. "Naima" – 6:42
5. "Afro Blue" (Mongo Santamaria) – 6:53
6. "Lazy Bird" – 5:46
7. "Moment's Notice" – 6:03
8. "Resolution" – 6:38

Total tid: 51:16

## Cool Train
- Jukka Tolonen — gitarr
- Joonas Haavisto — piano, rhodes
- Teemu Keränen — kontrabas
- Jaska Lukkarinen — trummor